# Canzoni di Emmanuel Chabrier

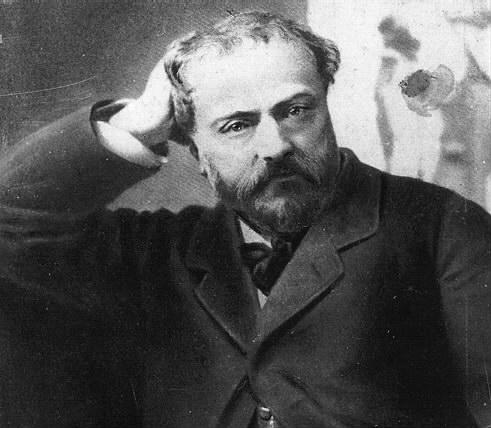
Chabrier nel 1882

Il compositore francese Emmanuel Chabrier (1841-1894) scrisse musica di molti generi, tra cui opera e operetta, pianoforte, musica orchestrale e canzoni con accompagnamento di piano. Le canzoni coprono la maggior parte dei suoi anni creativi, dai primi anni 1860 al 1890, quando la malattia che lo avrebbe ucciso impedì la maggior parte delle composizioni. Arrivò tardi alla musica come professione, ma, pur essendo un pianista eccezionale, non aveva gli intrappolamenti di una formazione formale: nessuno studio di conservatorio, nessun Prix de Rome, "nessuno dei distintivi convenzionali dei musicisti accademici francesi, dai quali era considerato un dilettante" (nel senso migliore).
Ci sono quarantatré canzoni pubblicate da Chabrier. Cominciò a comporre queste mélodies quando aveva circa ventuno anni; le prime nove sono state scritte tra il 1862 e il 1866. Chabrier non ha mai scritto su alcun verso del suo amico Verlaine (anche se collaborarono in due opere buffe, Fisch-Ton-Kan e Vaucochard et fils Ier), ma tra i poeti più noti sui versi dei quali Chabrier ha ambientato queste prime canzoni c'erano Théodore de Banville ("Lied") e Alfred de Musset ("Adieux à Suzon"). Chabrier lasciò il suo lavoro al Ministero degli Interni nel 1880; come compositore a tempo pieno scrisse su testi di Victor Hugo, Charles Baudelaire, Catulle Mendès, Edmond Rostand e sua moglie Rosemonde Gérard, nonché poeti meno conosciuti e queste canzoni erano spesso destinate a cantanti famosi, come Lucien Fugère, Émile Engel, Jeanne Granier, Ernest Van Dyck e Paul Lhérie.
In una lettera del 1891 a Madame Colonne, moglie del famoso direttore d'orchestra Édouard Colonne, Chabrier scrisse "Non sono uno scrittore naturale di romanze, il che è una sfortuna, perché la canzone, piacevolmente gorgheggiata nei saloni è, al momento, più o meno l'unico modo per un compositore francese di pagare l'affitto". Nessuna delle sue canzoni fu un successo commerciale.

## Introduzione
Pur non essendo al livello di quelle dei suoi contemporanei Fauré e Duparc, alcune delle canzoni di Chabrier sono "uniche nel diciannovesimo secolo per la loro arguzia e umorismo satirico". Esempi come la "Villanelle des petits canards", la "Ballade des gros dindons" e la "Pastorale des cochons roses" (da Six mélodies del 1890) "anticiparono di alcuni anni la reazione del Novecento contro la canzone romantica". Ravel affermò che "è impossibile ascoltare due dei suoi accordi senza attribuirli subito a lui, e solo a lui". Il compositore francese Henry Barraud affermò che Chabrier era "l'inventore più dotato di armonie inimmaginabili, di rare combinazioni di timbri, il colorista più vigoroso e il melodista più diretto". Enoch, il suo editore, cercò di convincere Chabrier a semplificare quelle che giudicava parti per pianoforte troppo difficili che avrebbero scoraggiato i dilettanti (e quindi con una riduzione delle vendite); nonostante le obiezioni del compositore, fu pubblicata un'edizione con accompagnamenti semplificati.
Sono tutte canzoni strofiche, ma il ritmo è di solito abilmente modificato in ogni strofa per adattarsi alla prosodia del testo letterario. Richiedono, insieme ad assoluta precisione, uno stile di interpretazione flessibile ed elegante, leggermente stravagante, come osservato da Poulenc, un "laisser-aller contrôlé" (Un lasciar andare controllato). La cantante Claire Croiza (1882-1946) sosteneva che nelle mélodies di Chabrier c'è "una qualità maschile che una cantante non può mai dare del tutto. Deve essere un uomo che beve bene e mangia bene". Ha continuato, "C'è una rotondità di base e franchezza. Lucien Fugère ha saputo cantare Chabrier. Ha portato ad esso la sua rotondità, la sua giovialità." Il pianista e studioso Graham Johnson fa notare, in relazione ad alcune delle canzoni, che le difficoltà tecniche per il cantante, in particolare in termini di espressione, possono essere estreme, ad esempio "Ivresses!". Nel suo libro sul compositore, il suo discendente spirituale, Francis Poulenc, sostiene che la difficoltà per molti cantanti - dilettanti e professionisti - è che le canzoni di Chabrier si collocano a metà strada tra il canto concertistico ed il palcoscenico. Cita Jane Bathori, Roger Bourdin e Pierre Bernac come cantanti del suo tempo che cercavano di mantenere vivo il loro spirito nell'esecuzione.
Nel 1995 (Heugel, Parigi) fu pubblicata un'edizione completa delle 25 canzoni originali (esclusi gli arrangiamenti di canzoni popolari regionali), commentata da Roger Delage, di cui due che non erano mai state pubblicate prima, Le Pas d'armes du roi Jean e Ivresses.

## Le prime canzoni

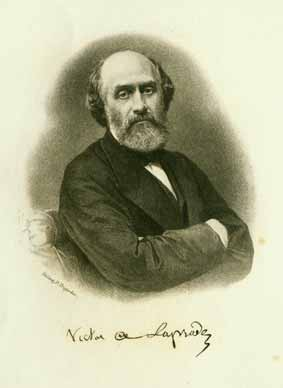
Victor de Laprade

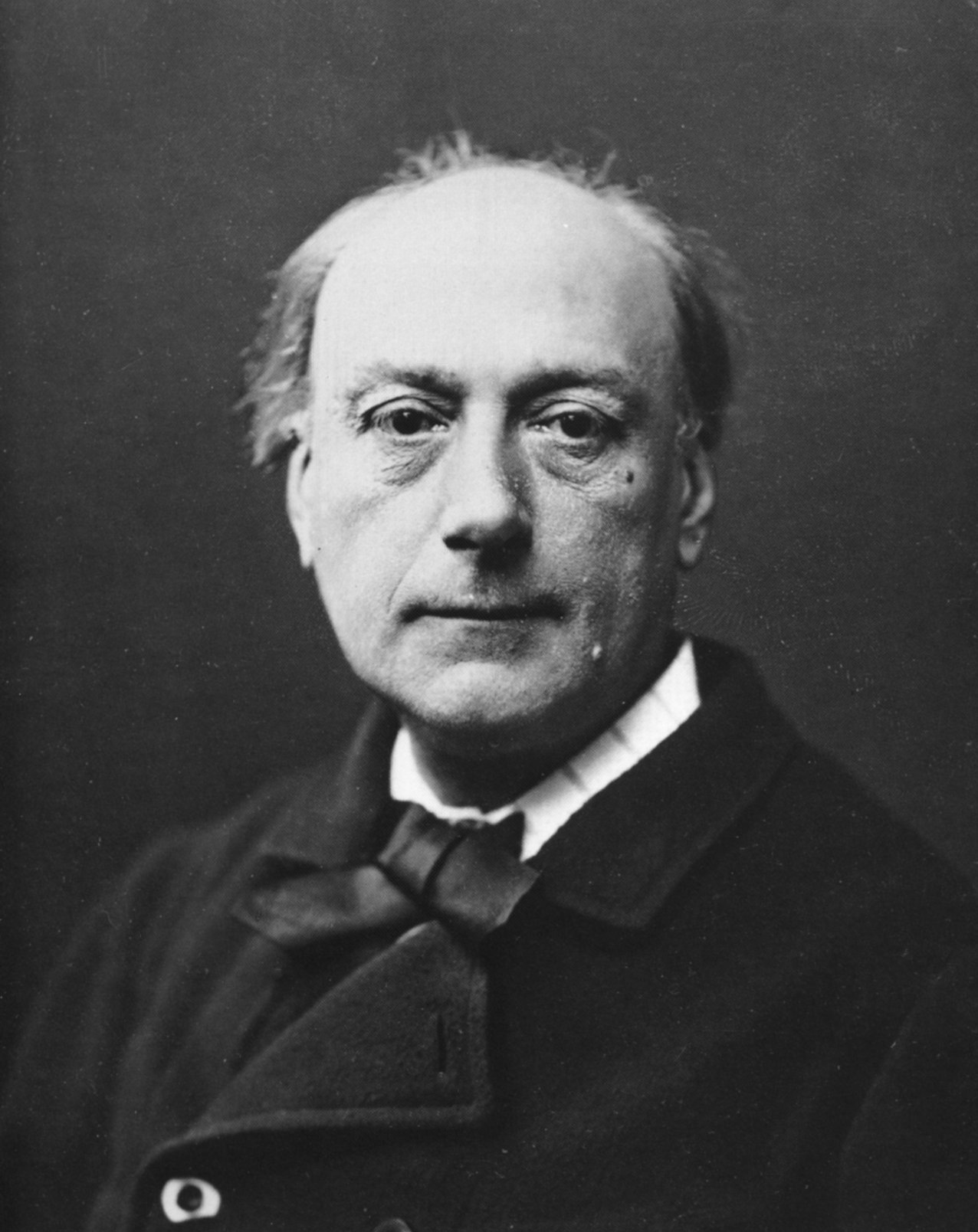
Théodore de Banville

Couplets de Mariette – «Son absence me désespère» (canzone di Mariette: "La sua assenza mi fa disperare") (1862) - anon. Mariette lamenta la perdita del suo compagno di 15 anni. Johnson vede un precursore della "Chanson de l'alouette" dell'Atto 1 di Le Roi malgré lui. Darius Milhaud inserì la canzone, con le nuove parole di René Chalupt, in una produzione di Une éducation manquée per Diaghilev a Monte Carlo nel 1924.
L'Enfant - «L'enfant est roi parmi nous» ("Il bambino ci comanda come un re") (1862) - parole di Victor de Laprade (da Idylles héroïques, 1855). I genitori accolgono con favore l'arrivo di un bambino e un'imminente presenza impegnativa in casa.
Ronde gauloise - «J'ai vu la fille du meunier» ("Ho visto la figlia del mugnaio") (1862) - anon. La canzone evoca una canzone popolare bourrée quando un giovane dà voce al suo amore.
Le Sentier sombre - «Il est un sentier sombre au fond de nos vallées» ("C'è un sentiero ombroso nella valle") (1862) - anon. Un ragazzo di campagna ricorda il suo primo amore.
Lied - «Avec ces traits harmonieux» ("con queste caratteristiche armoniose") (1862) - parole di Théodore de Banville ('Inviolata' da Améthystes, 1862). Un'altra canzone d'amore, in cui gli artisti hanno l'annotazione di cantare "con passione".
Chants d'oiseaux - «Quand nous chantons nos amours» (Canzoni per uccelli: "Quando cantiamo del nostro amore") (1862) - parole di Victor de Laprade (nel terzo Libro di Rose Mystica dagli Idylles héroïques, 1855). Johnson lo considera "uno dei primi capolavori di Chabrier, un perfetto esempio della suacapacità  evocativa musicale". Ancor prima delle canzoni da cortile, in questa seconda ambientazione di Laprade, un uccello su un albero commenta le vicissitudini dell'amore umano.
Sérénade – «La plus charmante femme» (1862) – parole del pittore, scultore e poeta Auguste de Châtillon (da À la Grand'Pinte, 1860). Un uomo canta del suo amore ossessivo.
Adieux à Suzon (1862) - parole di Alfred de Musset (1852; successivamente utilizzato da Bizet nel 1866). Il vigoroso addio di un uomo al suo amore che termina in "rinuncia e una dolce malinconia" (Johnson).
Il musicologo Winton Dean descrive la versione di Bizet come "un'ambientazione deliziosa di un poema d'amore mezzo tenero e mezzo beffardo", ma Delage ritiene che l'adattamento di Chabrier, con il suo ritmo triplo, il cromatismo sornione nella linea del basso, tutto parte di un "allegro risoluto ed appassionato" cattura meglio l'umore del poeta.
Ah! petit démon («Ah, piccolo diavolo ») (1862) - parole di Auguste de Châtillon (da À la Grand'Pinte, 1860). La seconda ambientazione di Châtillon riguarda il "piccolo diavolo" che viene a rubare l'uva del cantante a mezzanotte.

## Compositore in via di sviluppo

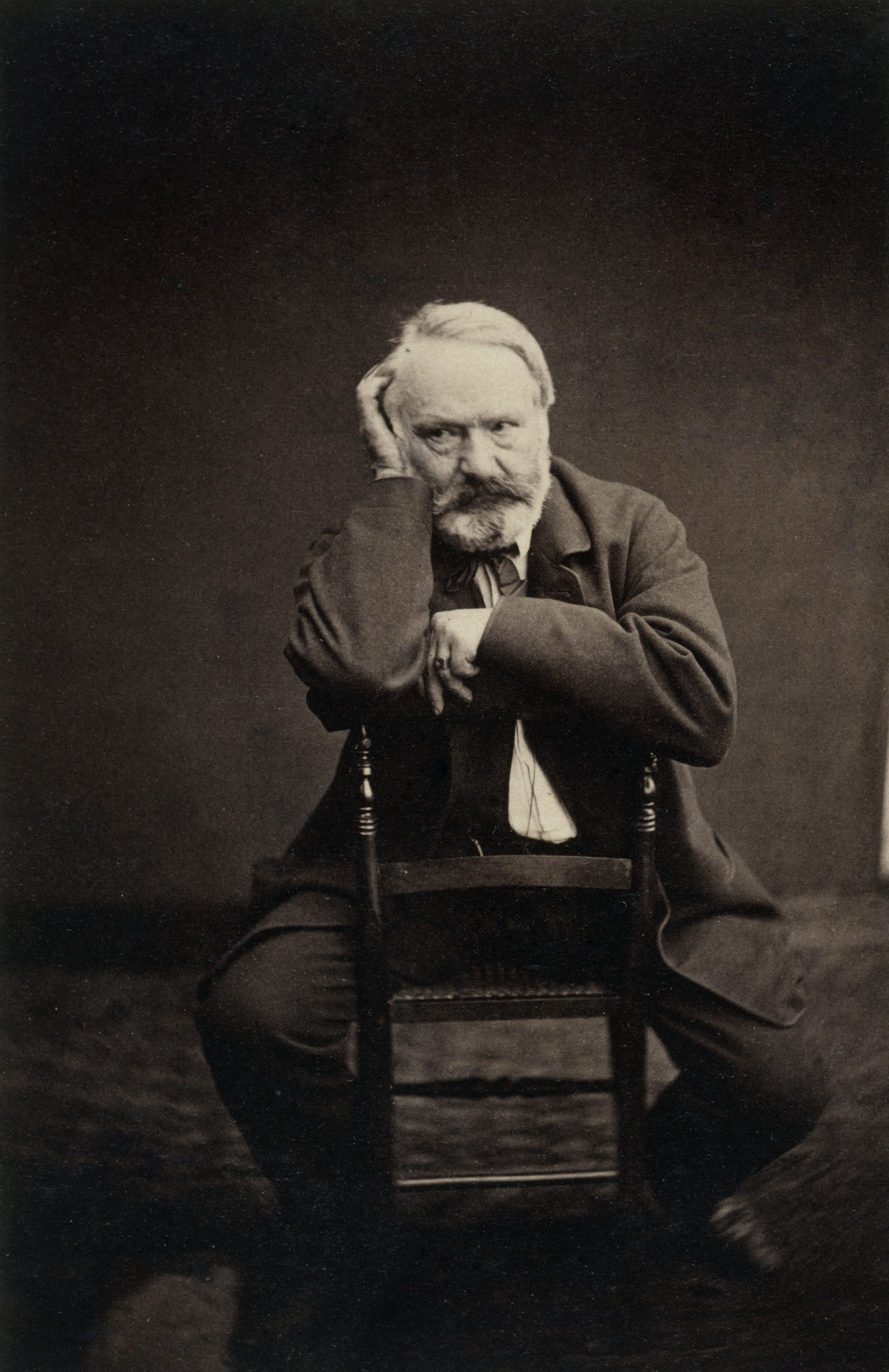
Victor Hugo

Le pas d'armes du roi Jean - « Ça! qu'on selle» ("Bene, in sella!") (1866) - parole di Victor Hugo (Ballade XII da Odes et Ballades, 1826).
La canzone parla di un paggio che cade in un torneo. Il giovane Saint-Saëns aveva ambientato quattordici dei 32 versi di Hugo nel 1852; Chabrier ne ambientò otto. "Bisogna ammirare l'abilità di Saint-Saëns nel realizzare un pezzo lungo ed efficace con materiale poco promettente [...] quanto meglio Chabrier cattura, fin dall'inizio, lo spirito del torneo festoso con la musica che fa vibrare gioviale tra le mani", commenta Johnson. Chabrier cantava regolarmente questa canzone nel salone parnassiano di Marquise de Ricard. Evoca il galoppo di un cavallo e gioca sull'ambivalenza tra armonia modale e tonale, creando nuovi e strani effetti.
Ivresses! Grande Valse - «Viens! je veux les caresses» ("Vieni, voglio le tue carezze") (1869) - parole di Léon Labarre.
La canzone parla di un incontrollabile amore fisico con richieste selvagge e appassionate di vino e baci; Delage descrive le parole di questa canzone come "improbabili" («inverosimili») ma Chabrier riesce attraverso due valzer allegri e pieni di ritmo a evocare il mondo del caffè-concerto. La musica riappare successivamente nella sua Suite de valses del 1872. Dopo una vivace introduzione, interrotta da un misterioso andante, il primo valzer mima musicalmente un amore ardente e sbottonato. Il secondo valzer espressivo ed appassionato inizia dopo un breve passaggio tipo recitativo; il primo valzer ritorna con nuove armonie. Le annotazioni sulla partitura (piatti, timpani, violini) indicano che Chabrier aveva in mente un'orchestrazione. Steven Huebner nota che le melodie di Chabrier (strumentali e vocali) sono spesso combinate con decorazioni cromatiche, citando ad esempio proprio "Ivresses".
L'invitation au voyage (1870) - «Mon enfant, ma sœur, songe à la douceur d'aller là-bas» (Invito alla spedizione: "Bambina mia, sorella, pensa a quanto è dolce andare laggiù") parole di Charles Baudelaire (da I fiori del male, 1855, 1857), ambientato contemporaneamente da Duparc (solo due versi). Si tratta di amanti che fuggono in un luogo di lussuria, calma e sensualità. La canzone più lunga di Chabrier contiene una parte obbligata per fagotto.. Chabrier ha assaporato la ricchezza della nona armonica completa; la frase "d'aller là-bas vivre ensemble" in questa canzone è "impostata su una successione di accordi di nona con movimento di radice di quinta. L'intera canzone è uno studio di quelle armonie in cui Chabrier presta particolare attenzione al colore della 9ª in diversi registri della tastiera e persino della voce".
Sérénade de Ruy Blas - «À quoi bon entender les oiseaux des bois? » ("Perché ascoltare gli uccelli dei boschi" - l'uccello più tenero canta nella tua voce...) (1873, pubblicato nel 1913) parole di Victor Hugo (dall'atto II di Ruy Blas, 1838; voci fuori scena delle donne del bucato). Ambientato nella Spagna del XVII secolo; la musica segue da vicino il testo. Presenta un vivace ritornello tra i versi e una chiusura morbida e misteriosa, che si trasforma brevemente e inaspettatamente nella sottodominante, molto tipico del compositore. Un accompagnamento ricco e sontuoso lo distingue dal tipico romanticismo francese, spaziando - con abbellimenti, sfumature di tonalità modale e cromatismo - su tutta la tastiera. Composta nello stesso anno del rivoluzionario Impromptu per pianoforte di Chabrier, Roy Howat scrive che potrebbe facilmente passare per Wolf.

## Compositore a tempo pieno
Sommation irrespectueuse - «Rire, étant si jolie, c'est mal» (Discorso irrispettoso: "Risate, essere così carini, è sbagliato") (1880) - parole di Victor Hugo (Sommation irrespectueuse, VIII. Di L'éternel petit roman , VI. Da Les Chansons des Rues et des Bois, 1865). Questa canzone oscura fu composta nell'agosto 1880 quando i Chabrier erano in vacanza a Saint-Pair-sur-Mer; un altro poema della stessa collezione di Hugo allo stesso tempo ispirò Idylle, il sesto dei Pièces pittoresques. La canzone fu presentata per la prima volta alla Société Nationale de Musique il 9 aprile 1881 da Léon Melchissédec, come Chabrier dall'Alvernia. La colorazione modale è di nuovo presente, anche se Delage sostiene che l'uso delle modalità di Chabrier differisce dal suo amico più giovane Fauré, venendo da "musica popolare assorbita durante l'infanzia, piuttosto che attraverso uno studio formale della musica del XVI secolo". Howat osserva che questa canzone, con echi di Mussorgsky (in particolare "In the corner", n. 2 di The Nursery), è probabilmente il primo esempio dell'assimilazione della sintassi musicale russa contemporanea alla musica francese e dalla quale Chabrier sarebbe stato contaminato solo tramite gli spartiti, perché le canzoni di Mussorgsky non furono ascoltate a Parigi fino alla metà del 1890. Johnson aggiunge che i versetti dal 16 al 18 sono "alcuni dei brani più frenetici di tutti quelli di Chabrier".
Credo d'amour - «Je crois aux choses éternelles» (Credo d'amore: "Credo nelle cose eterne") (1883) - parole di Armand Silvestre ("Credo" da La chanson des heures, 1878). Alcuni anni prima Chabrier aveva iniziato a lavorare con Silvestre su Le Sabbat, un'opéra comique in due atti, che non era stata completata. Le parole riflettono la lode solenne del compositore per il sesso femminile. È dedicato a Mme Enoch, moglie di uno dei suoi editori.
España - « À Séville, séjour où les roses» ("A Siviglia, dove fioriscono le rose") (1883) - le parole di Eugène Adenis furono scritte per adattarsi all'opera più famosa di Chabrier, la sua rapsodia orchestrale del 1883, uno dei vari arrangiamenti del lavoro.
Tes yeux bleus (1883) - parole di Maurice Rollinat (da Les névroses, 1883).
La canzone parla dei piaceri del godimento sensuale. Con le parole di uno stretto collega, Chabrier sembra aver assorbito il linguaggio musicale dei duetti d'amore di Tristano e Isotta, che aveva visto e ascoltato a Monaco nel 1880. La canzone fu ascoltata per la prima volta in pubblico nel 1887 alla Société Nationale. Sebbene le tecniche wagneriane abbondino - scale e cadenze non ortodosse, ambiguità ritmiche tra 3⁄4 e 6⁄8 Chabrier mantiene la sua individualità. Sul manoscritto c'è una storia d'amore sottotitolata, che implica la vecchia forma francese, evidenziata dall'uso delle parole del titolo come ritornello. Howat vede qui un precedente per l'Adagio assai del secondo movimento del concerto in sol maggiore di Ravel «con la sua corrente sotterranea di 6⁄8 attraverso i suoi lenti tempi di  3⁄4».

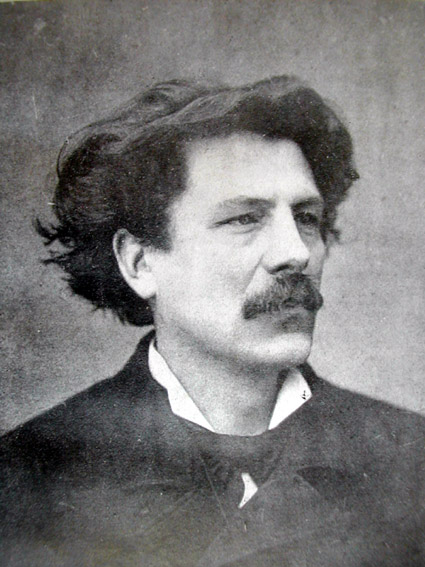
Maurice Rollinat

Uno scrittore ha notato che è un esempio del dono di Chabrier "uno che ha eluso così tanti suoi contemporanei - di permettere alla sua musica di essere soffusa dall'influenza di Wagner pur mantenendo la propria voce distintiva". Sebbene la musica includa chiare allusioni al compositore tedesco - un accompagnamento pulsante vibrante, linee vocali estese e arcuate e gli echi di Liebestod nelle battute finali - Chabrier aggiunge "con il tocco più leggero, altre dimensioni che sono interamente sue come i delicati ritmi incrociati nell'accompagnamento. Questa è l'unica canzone orchestrata da Chabrier per archi.
Lied - «Nez au vent, cœur plein d'aise» ("Nella brezza, felice di cuore") (1886) - parole di Catulle Mendès (da Philoméla, 1863).
Questa è la seconda canzone di Chabrier con questo titolo, ma su un argomento molto diverso; annotato gaiement, riguarda un incontro tra Berthe e un elfo nel bosco che la tenta ad andare a raccogliere fragole fuori dai sentieri battuti. Nel suo libro su Chabrier, Poulenc scrisse "Non conosco nulla di così sfacciato nella canzone francese". Descrive anche la poesia come "fripon", o "roguish" e l'intera canzone come "d'une fantaisie extraordinaire". Bernac la descrive come una "piccola poesia gaia, birichina (e molto del 1890), così meravigliosamente espressa musicalmente" e raccomanda un tempo rigoroso senza rubato. Delage sottolinea che Berthe ha perso la sua strada nell'incerta tonalità del ritournelle iniziale; riscoprendola solo nella battuta nove. Sebbene in distici, ognuno è variato in base alle parole animate dalla melodia che si allontana in registri diversi mentre l'accompagnamento si libera in dissonanze maliziose.
Chanson pour Jeanne - «Puisque les roses sont jolies» ("Poiché le rose sono belle") (1886) - parole di Catulle Mendès (da Intermède, 1885)
Fu in relazione a questa canzone (intitolata "Romance") che Chabrier scrisse un'importante lettera ai suoi editori Enoch in cui dichiarava che la sua musica "è certamente musica di oggi o di domani, ma non di ieri", aggiungendo "Di questa storia d'amore, senza dubbio non capirai nulla, a prima vista; te la suonerò fra tre settimane... non dare un giudizio finché non l'avrai studiata". Era dedicata a Émile Engel, che aveva creato il ruolo di Armel nella Gwendoline di Chabrier nell'aprile del 1886 ed erano rimasti amici. Sebbene la canzone sia di base a strofe, il compositore crea modulazioni giustapponendo una visione melodica diversa e aggiungendo note estranee agli accordi ordinari della scala. Le armonie sottilmente equivoche di Chabrier qui sono così originali nella loro applicazione che ebbero un profondo effetto sullo sviluppo musicale di Ravel. Nella sua "Esquisse autobiographique" del 1928, Ravel scrisse "L'Habanera [Ravel, 1895] incarna molti degli elementi che avrebbero dominato le mie composizioni successive e che attraverso l'influenza di Chabrier (come ad esempio in "Chanson pour Jeanne") ho saputo cristallizzare". Ravel portava questa canzone nelle sue lezioni di armonia sotto Émile Pessard. Prevalgono le annotazioni "dolce" ed "espressivo". Bernac la considera "un'altra mélodie estremamente rubata. I numerosi cambiamenti nel tempo, la dinamica e le sfumature sono attentamente indicati e dovrebbero essere osservati".

## Le canzoni francesi più belle
Nel 1888 Chabrier arrangiò sedici canzoni popolari francesi per un'antologia chiamata Le plus jolies chansons du pays de France. Fu tra i primi compositori importanti di quel periodo a lavorare in questo modo con canzoni popolari, un pioniere di Ravel, Bartók, Britten e altri. Johnson commenta che il tocco di Chabrier in questi pezzi è "ingannevolmente leggero e sobrio", ma che la scrittura pianistica aumenta enormemente il fascino della musica.
- Les Métamorphoses - 'Chanson canadienne' (n.7) - dal Canada una canzone circolare in 9⁄8 dove gli amanti si "trasformano" fino a quando non si incontrano.
- Sur le bord de l'île - 'Chanson champenoise' (n.13) - dallo Champagne. Una ragazza lascia cadere il suo anello d'oro nel fiume e un giovane annega cercando di salvarlo.
- Les Filles de trente ans - 'Chanson angoumoisine' (n.16) - da Angoumois ... sono troppo vecchi e hanno perso l'amore.
- Marion s'en va-t-a l'ou - 'Chanson auvergnate' (n.19) - dall'Alvernia; una canzone trovata anche in Poitou e Angoulême.
- La Mie du voleur - 'Chanson agenoise' (n.20), in cui una ragazza rifiuta la mano di uno spadaccino a favore di un ladro.
- Que les amants ont de la peine! - 'Chanson poitevine' (n.21) - da Poitou - le tribolazioni degli innamorati.
- Le Flambeau éteint - 'Chanson nivernaise' (n.24) - dal Nivernese (una canzone trovata anche nei paesi nordici), dove la torcia del titolo attira mortalmente il bel giovane dal padre della sua amante.
- Drago Joli - "Chanson languedocienne" (n. 25) - dalla Linguadoca dove un bel soldato, corteggiato da una signora, ritorna nella sua terra dove le ragazze sono più carine.
- Nique nac nessuna musa! - "Chanson normande" (n. 26) - proveniente dalla Normandia. Le parole del titolo sono senza senso, ma un uomo è sopraffatto dalla bellezza del suo tesoro.
- La Bien-aimée - 'Chanson angoumoisine' (n.29) dove una ragazza vaga lungo il fiume con tre giovani uomini.
- La Mort de la Brune - "Chanson franc-comtoise" (n. 31) - della Franca Contea. Un'elegia su una ragazza morente.
- Les Garçons de Bordeaux - 'Chanson bordelaise' (n.32) è una canzone di un marinaio.
- Bergère et Chasseur - 'Chanson poitevine' (n.33). Un cacciatore non riesce a sedurre una pastorella, il cui amante è al servizio del re a Parigi.
- La Fleur dorée - 'Chanson agenoise' (n.34) confronta i fiori gialli del campo con un fiore d'oro nel cuore.
- Entrez, la Belle en vigne - 'Chanson saintongeoise' (n.35) - da Saintonge. Una giovane donna esita ad entrare nel vigneto a causa delle spine, ma è persuasa dall'offerta di guanti.
- Le Déserteur - 'Chanson poitevine' (n.36)

## Ultime canzoni

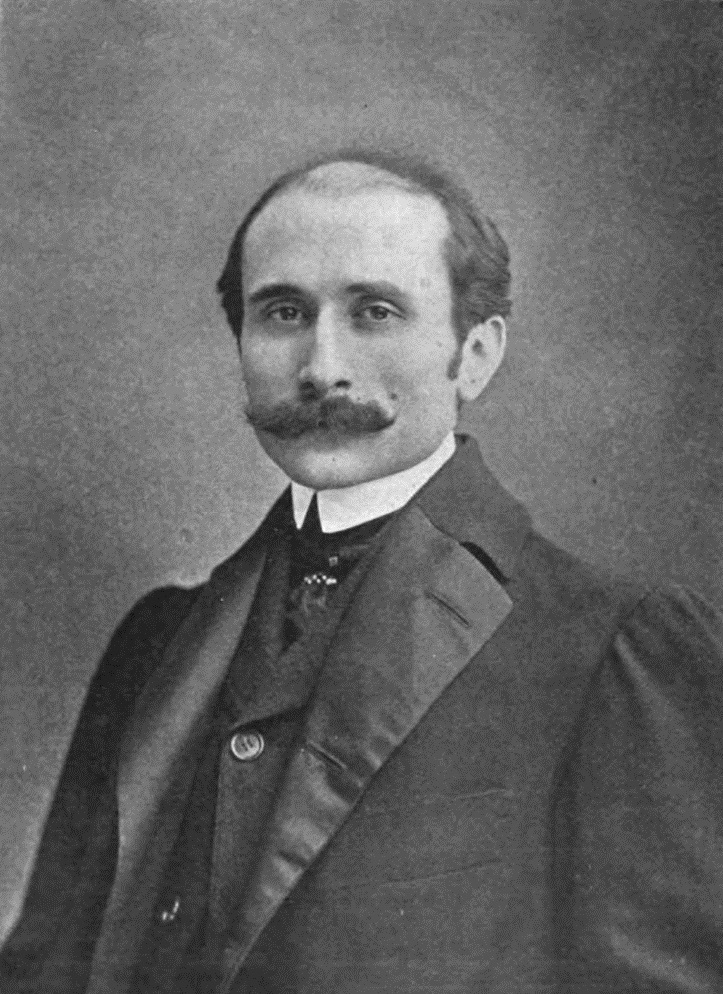
Edmond Rostand

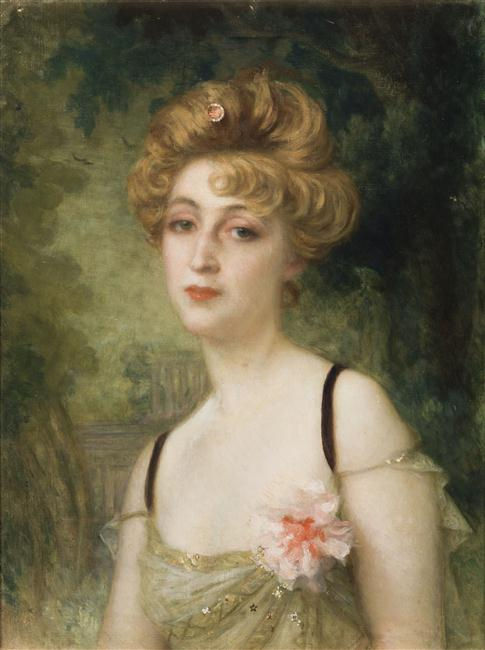
Rosemonde Gérard

Le 6 mélodies (1890) arrivano poco prima dell'inizio della degenerazione della salute di Chabrier mentre completa la sua ultima opera pianistica, la Bourrée fantasque e si sforza per riuscire a completare il manoscritto della sua opera Briséïs. Di queste sei, un gruppo di quattro canzoni con un tema di collegamento è quello che Chabrier chiamava le sue "volailleries" [canzoni di uccelli], su testi di Edmond Rostand e Rosemonde Gérard, con soggetti tra cui tacchini grassi, piccoli anatroccoli, maialini rosa e cicale frinenti. Rollo Myers osserva che queste canzoni "non avrebbero potuto essere scritte da nessun altro" e che nelle quattro "canzoni da cortile", come sono più comunemente indicate, Chabrier "ha fatto la storia della musica" dove "le caratteristiche salienti di ciascuna delle creature ritratte sono sottolineate da una miscela disarmante di ironia, umorismo e realismo". Sebbene Offenbach (1842) e Lecocq (tra gli altri) avessero messo in musica alcune favole di animali di La Fontaine, Chabrier "introdusse una nuova nota nella musica contemporanea francese", prefigurando le Histoires naturelles di Ravel. Sebbene non ne abbia completate altre in una vena simile, Coquelin Cadet scrisse a Chabrier chiedendogli di scrivere una Ballade des Veaux (citata anche da Chabrier come Valse des Veaux).
Ballade des gros dindons - «Les gros dindons, à travers champs» (1889) - parole di Edmond Rostand (secondo Delage il verso potrebbe essere stato scritto espressamente per Chabrier). È annotata come "bêtement" (stupidamente). Rispetto ad altre canzoni di Chabrier, la Ballade manca di complessità armonica; ma è piena di umorismo: i tacchini "sembrano saggiare i passi di un habanera, mentre la serenata di Don Giovanni risuona dove meno ci si aspetterebbe - come un pugno nel naso". Delage riflette sul fatto che l'amico di Chabrier Manet, da cui Les Dindons fu ascoltata per la prima volta nel 1877, causando risate folli dai suoi primi spettatori, potrebbe aver piantato un seme nella mente del compositore. Bernac commenta "Il ritornello che imita comicamente l'accompagnamento al mandolino della serenata del Don Giovanni di Mozart dovrebbe essere suonato senza rubato, senza fretta, in modo piatto e fatuo". È dedicata a Jeanne Granier. In Cocodette et Cocorico (1878) di Chabrier i cantanti erano un gallo e una gallina.
Villanelle des petits canards - «Ils vont, les petits canards» (1889) - parole di Rosemonde Gérard (da Les Pipeaux); annotata très simplement et très rythmé, Johnson chiede "c'è mai stato un uso più arguto della sincope e del silenzio nella caratterizzazione musicale?". Bernac di nuovo sostiene il ritmo e il tempo "precisi e immutabili" in questa canzone. È dedicata a Mily-Meyer, sebbene Chabrier non fosse soddisfatto della sua interpretazione.
Pastorale des cochons roses - «Le jour s'annonce à l'Orient » (1889) - parole di Edmond Rostand da Les Musardises. È dedicata a Lucien Fugère. Al sorgere dell'alba, un contadino porta una serie di maiali lungo un sentiero, dove continuano a cantare tutto il giorno fino a quando non vengono riportati nel loro letto dove si addormentano tutti. Huebner nota le "ingenui accordi pastorali di quinta" che sostengono i "lunghi accordi dissonanti nella mano destra".
Les Cigales - «Le soleil est droit sur la sente» (1889) - parole di Rosemonde Gérard (da Les Pipeaux). Il monotono frinire nelle dissonanze del piano. Le cicale hanno "più anima delle viole e cantano meglio dei violini". La parte pianistica suggerisce lo stridio delle cicale nella calda atmosfera del sud della Francia a mezzogiorno. Johnson fa un paragone con la canzone Les Grillons di Bizet, dove il compositore più giovane anticipa Chabrier con un «sorprendente tour de force alla maniera delle vivaci cicale di Chabrier». (p. 24) Myers nota che la formula armonica di Ravel per del grillon (il grillo) che carica il suo orologio nelle sue Histoires naturelles è "un vero presepe del modo ingegnoso di Chabrier di suggerire il frinire acuto delle cicale". Delage va oltre, dicendo che "l'estensione di ciò che si trova nello straordinario accompagnamento della canzone Les Cigales, con i suoi accordi minori di seconda dopo un attacco diretto, esplode in Jeux d'eau e Ondine". È dedicata a sua nipote Isabelle Jacmart. Manuel Rosenthal fece orchestrazioni della parte pianistica delle volailleries, che furono poi eseguite da Madeleine Gray con Rosenthal alla direzione dei Concerts Colonne nel 1935.
Toutes les fleurs - «Toutes les fleurs, certes, je les adore! » (1889) - parole di Edmond Rostand. Le segnature sono appassionato, con fuoco e très joyeux. Il poeta adora tutti i fiori ma soprattutto è innamorato di lillà e rose. Nel 1909 Reynaldo Hahn registrò questa canzone, accompagnandosi al piano. È dedicata all'amico di Chabrier Ernest Van Dyck. In una lettera del gennaio 1890, Chabrier scrisse al dedicatario ("Nénerst") che la canzone è un "irresistibile esplosione da salone" e includeva uno schizzo delle prime quattro battute della parte vocale.
L'Île heureuse - «Dans le golfe aux jardins ombreux» (1889) (L'isola gioiosa: "Nel golfo con giardini ombrosi") - parole di Ephraïm Mikhaël, annotato Animato, molto rubato ed appassionato e quando entra la voce con slancio. Uno scrittore l'ha definita "una delle più belle evocazioni di un viaggio nel mitico Cythera", attraverso le sue "armonie cromatiche bramose e i ritmi pieni e ondeggianti". Bernac descrive il poema come "mediocre e poco importante", ma al cantante è richiesto un lirismo "che si avvicina alla caricatura". Howat vede echi di questa canzone in Le balcon di Debussy dello stesso anno. Ninon Vallin, accompagnato da Alberto de Pierlas, registrò L'Île heureuse nel 1933, e Hahn si accompagnò nel 1909 e nel 1927.

## Altre opere vocali
Duo de l'ouvreuse de l'Opéra Comique et l'employé du Bon Marché (Duetto della maschera dell'Opéra-Comique e l'impiegato del grande magazzino Bon-Marché) è un'opera vocale comica per soprano e tenore, con accompagnamento di pianoforte. I testi sono di Paul Fuchs e Henry Lyon. - «Le sort jadis ne me faisait pas fête comme aujourd'hui (Il destino una volta non mi rendeva felice come oggi)» (1888)
À la musique è per soprano solista, coro femminile e orchestra (o pianoforte). Le parole sono di Edmond Rostand.

## Incisioni
I creatori non lasciarono registrazioni delle loro canzoni, anche se Fugère registrò due arie di Le Roi malgré lui nel 1930. Hahn si accompagnò in tre canzoni di Chabrier: "Les Cigales" nel 1919, "L'Île heureuse" nel 1909 e 1927, e "Toutes les fleurs" nel 1919 e nel 1927. Nel 2001 fu istituito un ciclo completo per l'Hyperion Records di Felicity Lott, Stephen Varcoe, William Burden ed altri; con Graham Johnson (pianoforte), che ha anche scritto saggi completi per il libretto delle note, su due compact disc. Lasciando da parte i recital con solo una o due canzoni di Chabrier, altre registrazioni comprendono:
- 1952 - Quattro canzoni - Jacques Jansen; Jacqueline Bonneau (piano) - Decca
- 1954 - Quattordici canzoni: Renée Doria, Guy Fouché, Julien Giovannetti; Tasso Janopoulo (pianoforte) - Pléiade
- 1954 - Quattro canzoni ("Ballade des gros dindons", "Pastorale des cochons roses", "Chanson pour Jeanne" e "L'Île heureuse") - Christiane Castelli; Hélène Boschi (pianoforte) - Le Chant du Monde[50]
- 1957 - The barnyard songs - Camille Maurane, György Sebok (pianoforte) - Erato
- 1978 - Cinque canzoni (canzoni "Barnyard" e "L'Île heureuse") - Hugues Cuénod; Geoffrey Parsons - Nimbus
- 1978 - Tredici canzoni - Bruno Laplante; Janine Lachance (piano) - Calliope
- 1990 - Tre canzoni ("Chanson pour Jeanne", "Lied" (1886), "L'île heureuse") - Rachel Yakar; Claude Lavois (pianoforte) - Virgin[51]
- 1993 - Ventidue canzoni - Ludovic de San; Diane Andersen (pianoforte) - Discover International
- 1994 - Quattordici canzoni - Erick Frelon; Laurent Martin (piano) - Ligia Digital[52]
- 1997 - Ventitre canzoni - Franck Leguérinel, Agnès Mellon; Françoise Tillard (pianoforte) - Timpani
- 2006 - Sette canzoni - Paul Sperry; Ian Hobson (pianoforte) - Zephyr
- 2009 - Otto canzoni - Brigitte Balleys; Laurent Martin (pianoforte).[53]

### Osservazioni
1. ↑  I numeri e le date di composizione dell'opera sono tratti da Delage, Fayard, 1999, p. 687 a 719.
2. ↑  "Non sono un romanziere per natura e questo è un peccato, perché le canzoni, piacevolmente cinguettate nei saloni, sono, al momento, l'unico modo per il compositore francese di riuscire a pagare in qualche modo le proprie scadenze". Citato in Roger Delage. Chabrier Mélodiste. In: Emmanuel Chabrier. Ostinato rigore - revue internationale d'études musicales. N. 3, 1994, Jean-Michel Place/Centre national du livre, Parigi, p. 57.
3. ↑  Fugère creò molti ruoli nelle opéra-comiques, tra cui il Duc de Fritelli in Le Roi malgré lui di Chabrier nel 1887.
4. ↑  La Bathori, accompagnandosi, registrò Lied (1886) nel 1929; Bourdin, accompagnato da Gustave Cloëz, registrò la Ballade des gros dindons e la Villanelle des petits canards nel 1931; Bernac registrò L'Île heureuse e la Ballade des gros dindons accompagnata da Poulenc nel 1936, e L'Île heureuse e Villanelle des petits canards, sempre con Poulenc, a New York nel 1950
5. ↑  La parte è utilizzata nelle registrazioni di Laplante, San, Mellon, Lott (2001).
6. ↑  Delage 1999 p. 713. L'arrangiatore delle altre canzoni era Armand Gouzien.
7. ↑  Chabrier aveva composto un habanera per pianoforte solista nel 1885, orchestrata da lui nel 1888.
8. ↑  Un precedente recital, "Mélodies sur des poèmes de Baudelaire" di Lott e Johnson per Harmonia Mundi a metà degli anni '80, includeva L'Invitation au Voyage di Chabrier, ma senza la parte di fagotto e con solo due versi (lo stesso della Duparc, sempre su disco). Le registrazioni di de San e Mellon hanno solo due versi, ma hanno il fagotto.